# Philippe IV à cheval
Le portrait de  Philippe IV à cheval  est une huile sur toile de  Diego Velázquez peinte en 1634-1635 et conservée au Musée du Prado depuis sa création en 1819. Elle représente le roi Philippe IV d'Espagne (1605 – 1665).

## Histoire
Velázquez avait reçu une commande pour une série de portraits équestres destinés au Salon des Royaumes du Palais du Buen Retiro de Madrid. La toile y fut exposée aux côtés des portraits de Philippe IV et de son épouse Isabelle. L’espace laissé libre entre ces toiles était un dessus de porte pour lequel Vélasquez peignit Le Prince Baltasar Carlos à cheval sur une toile de dimensions inférieure à celles de ses parents.
Des cinq portraits équestres, seuls celui-ci et Le Prince Baltasar Carlos à cheval sont entièrement de la main de Vélasquez. Ils sont considérés parmi les plus beaux.[réf. nécessaire]

## Description
Le roi est représenté de profil. Le monarque est vêtu d’une demi-armure d’acier bruni avec des ornements d’or, des culottes de daim et des bottes châtaignes, une écharpe carmin dont l’extrémité flotte au vent. À sa main droite il porte un bâton de commandement et à gauche il tient la bride du cheval. L’attitude du cavalier est naturelle et posée avec une grande prestance, assis sur une selle richement décorée, de style espagnol et une posture noble.
Le cheval est un trotteur châtaigne, aux quatre pattes blanches, avec une crinière et une queue longues. Les chevaux que peint Velasquez sur ces toiles sont un mélange de chevaux frisons, fougueux et brillants et de chevaux résistants aux formes lourdes. Comme pour le prince Baltasar Carlos, le cheval est représenté sur ses pattes arrière.
La figure du roi est mise en hauteur de façon à pouvoir observer le paysage, très classique chez Vélasquez. À gauche on trouve un tronc de chêne, arbre alors commun, et plus vers le fond le panorama que le peintre connaissait bien : les alentours du Pardo et de la montagne de Madrid. En fond, la Sierra de Guadarrama. Enfin, le ciel est un typique « ciel velasquien ». Il occupe la moitié de la toile avec des bleus et des gris caractéristiques.
Ce portrait de Philippe IV par Vélasquez servit de modèle pour le sculpteur Toscan Pietro Tacca lorsqu’il réalisa la statue équestre du roi entre 1634 et 1640. La statue a presque toujours été au Palais du Buen Retiro mais en 1843 lors des travaux de la Place d’Orient elle fut déplacée en haut d’un nouveau monument au centre de la place.
Dans sa séries des gravures d'après Vélasquez, Francisco de Goya a effectué une copie de Philippe IV à cheval intitulée Philippe IV. Roi d'Espagne (1778, eau-forte).